# محمد عليلو
محمد عليلو هي قرية في مقاطعة خدا أفرين، إيران. عدد سكان هذه القرية هو 71 في سنة 2006.